# Antônio Jacob Renner
Antônio Jacob Renner (Feliz, 7 de mayo de 1884 - Porto Alegre, 27 de diciembre de 1966) fue un empresario y político brasileño. Fue el fundador de las Lojas Renner o Renner, una de las mayores cadenas minoristas gaúchas de ropa. Fue uno de los más grandes empresarios de Río Grande del Sur.
Defendió las tesis del nacionalismo y del desarrollismo en la concepción de un Estado como sujeto organizador de la sociedad, bajo la justificación ideológica del interés general por encima de las anarquías individuales. Así, A. J. Renner abogaba por el fortalecimiento de la industria, la mejora de las infraestructuras del país, la racionalización de la producción y la mejora de las condiciones de vida de la clase obrera y la población urbana. Al mismo tiempo, abogaba por la libertad de mercado y la reducción de la intervención del Estado, insistiendo en la necesidad de racionalizar y reducir el tamaño de la administración pública. El objetivo de A. J. Renner era promover la integración nacional, el desarrollo económico y la justicia social. Criticó el capitalismo liberal y el comunismo. Fue ideólogo de la representación profesional en los parlamentos, miembro de consejos técnicos, dirigió asociaciones comerciales y militó en favor de los intereses empresariales, como propagandista de la industria.